# چی‌آکی جی. کوناکا
چی‌آکی جی. کوناکا (انگلیسی: Chiaki J. Konaka؛ زادهٔ ۴ آوریل ۱۹۶۱) فیلم‌نامه‌نویس اهل ژاپن است. وی از سال ۱۹۸۸ میلادی تاکنون مشغول فعالیت بوده‌است.